# Eupelmus koebelei
Eupelmus koebelei är en stekelart som beskrevs av William Harris Ashmead 1904. Eupelmus koebelei ingår i släktet Eupelmus och familjen hoppglanssteklar.
Artens utbredningsområde är Guyana. Inga underarter finns listade i Catalogue of Life.